# AMOS (人工衛星)
AMOSはイスラエルの通信衛星シリーズ。イスラエル・エアロスペース・インダストリーズが開発、Spacecomが運用している。ただしAMOS-5はレシェトニェフが開発している。

## シリーズ
AMOS-1
イスラエル初の通信衛星で、オフェクの経験を元に開発された。1996年5月16日、ギアナ宇宙センターから打ち上げられた。この衛星はイスラエルのYes社やHBO、ほかヨーロッパの企業によって家庭用テレビ放送（DTH/DBS）に使用された。
AMOS-2
2003年12月28日、バイコヌール宇宙基地から打ち上げられた。イスラエル・ヨーロッパ・アメリカ東海岸のクライアントにサービスを提供する。当衛星によって行われる放送・通信サービスにはテレビ、ラジオの直接放送、コミュニケーションセンターへの通信、インターネットサービスの、コミュニケーションネットワークへのデータ通信、などが含まれる。
AMOS-3
2008年4月28日に打上げられた。この衛星は以前と比べ、キャパシティーの改善、カバー領域の拡大、中東・ヨーロッパ・アメリカ東海岸間のリンクの強化、が行われている。AMOS-3はAMOS-1に代わる予定。
AMOS-4
これまでより大きい3.5トンのプラットフォームをもち、2012年末に打ち上げられる予定。
AMOS-5
2011年中頃に打上げ予定。
AMOS-6
2016年9月に打ち上げるはずだったが、　米南部フロリダ州のケープカナベラル空軍基地で9月１日米時間午前９時にその衛星を載せたファルコン9が打ち上げ試験中に爆発し喪われた。